# Mesogonia rondosa
Mesogonia rondosa är en insektsart som beskrevs av Young 1977. Mesogonia rondosa ingår i släktet Mesogonia och familjen dvärgstritar. Inga underarter finns listade i Catalogue of Life.